# 杉贋阿弥

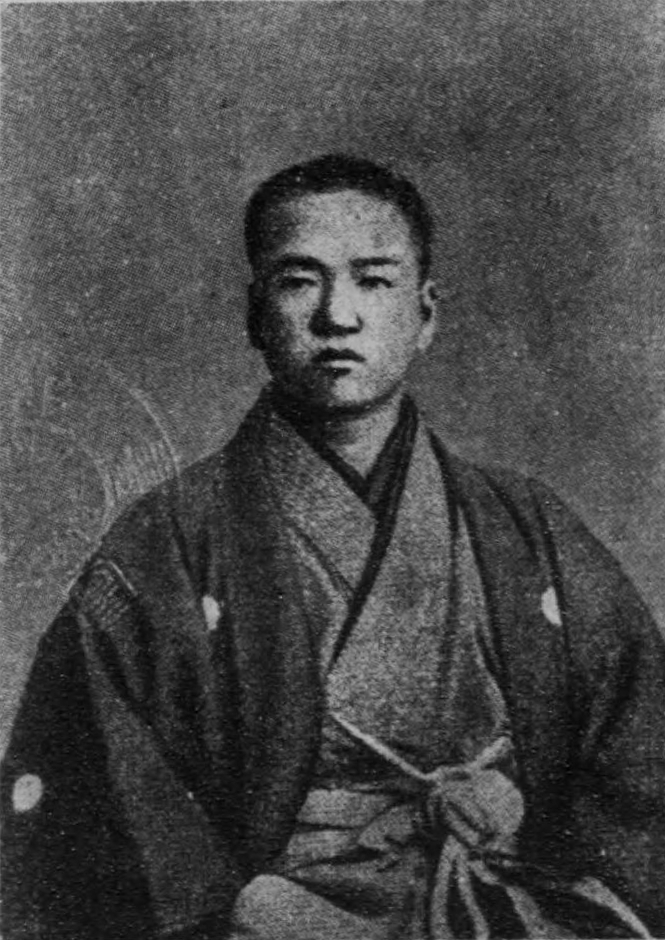
『舞台観察手引草』中の肖像

杉 贋阿弥（すぎ がんあみ、1870年4月10日（明治3年3月10日） - 1917年（大正6年）5月13日）は、日本の明治・大正期の劇評家。本名は諦一郎。

## 生涯
備中国阿哲郡野馳村（現、岡山県新見市哲西町）に生まれた。幼少期から漢文を学ぶ一方で、芝居に親しんだ。
1886年（明治19年）（16歳）、上京して明治法律学校に入学し、中退した。郷土の先輩犬養毅の手配で、犬養がいた朝野新聞に入社し、郵便報知新聞に移り、1894年から歌舞伎の劇評を書いた。
演劇雑誌が少なく、新聞紙上の劇評が読まれる時代だった。贋阿弥の評は媚びなくて、松居松葉・岡鬼太郎と共に『三暴れ』と称され、興行側から脅される事もあったと言う。1894年毎日新聞に、1908年東京毎夕新聞に転じて、暴れ続けた。川上音二郎らの新派、小山内薫・市川左団次の自由劇場・坪内逍遙らの文芸協会などの新しい動きには関心を寄せず、もっぱら古典を評論した。
劇場が定める招待日に各社の担当記者が同じ桟敷から観劇したので、彼らは互いに知り合いだった。その岡本綺堂・岡鬼太郎・栗島狭衣・岡村柿紅らの仲間が、1905年から公演した文士劇（若葉会）で、贋阿弥は国性爺合戦の和藤内・本朝二十四孝の横蔵・熊谷陣屋の熊谷直実などを見事に演じたと言う。新聞記者の余技を披露する遊びでなく、古典の正しい型を役者に見せて教えよう心構えだった。
1917年（大正6年）、47歳の働き盛りに急逝した。

## 舞台観察手引草
生前に単行本はなく、没の翌1918年、岡鬼太郎の手配で、『舞台観察手引草』が刊行された。『演芸画報』誌に1913年から1916年まで掲載した評論で、発行は玄文社、そして戦後の1957年に、演劇出版社が再刊した。
内容は、『和藤内』（国性爺合戦）・『斎藤実盛』（源平布引滝）・『佐々木盛綱』（近江源氏先陣館）・『松王丸』（菅原傳授手習鑑）・『武蔵坊辨慶』（御所桜堀川夜討）・『吉田屋談片』・『鱶七研究』（お三輪の出るまで）・『橫蔵印象記』（勘助物語の切まで）・『ひらがな双紙』（逆櫓の樋口を主として）・『経験より観たる三座の熊谷』・『松木幸四郎』・『片岡市蔵』・『市川左団次』・『芝居の牛』・『記憶せる舞台面』・『善いも悪いも所謂珍型』で、歌舞伎評論家贋阿弥の目が、丸本物（人形浄瑠璃を歌舞伎化したもの）に寄っていた事をうかがわせる。